# Японський бобтейл
Япо́нський бобте́йл, Мі-кей (англ. Japanese bobtail, JBT)  — порода кішок з коротким хвостом у вигляді помпона, що виникла природним шляхом у Японії у результаті мутації.

## Історія
Зображення подібних кішок можна знайти на японських гравюрах XII століття. Вони намальовані на знак вітання з піднятою однією лапою. Американцям першим (після японців) сподобалися незвичайні, дуже привабливі кішечки з короткими хвостами, і вони зайнялися їхнім розведенням. Офіційне визнання в ролі самостійної ця порода одержала в 1969 році в м. Трентоні штату Нью-Джерсі в США. «Американська фелінологічна асоціація» офіційно визнала бобтейла в 1976 році, а стандарт був прийнятий у 1971 році. Потім його визнали майже всі фелінологічні організації США й Канади. У 1990 році породу визнала FIFE. Однак, попри визнання, порода нечисленна, і японського бобтейла нечасто можна побачити на виставці в Європі.

## Розмноження
Кошенята народжуються здоровими. У приплоді кількість кошенят коливається від 3 до 7. При спарюванні двох короткохвостих кішок 100 % кошенят мають короткі хвости. При спарюванні з довгохвостою кішкою в приплоді всі кошенята будуть довгохвостими. Хвости бобтейлів ніколи повністю не скидаються один на інший.

## Характер
Японські бобтейли дуже жваві, рухливі, активні кішки. Вони менш активні, ніж сіамські. Пересуваються подібно до кролика у зв'язку з тим, що передні кінцівки коротші, ніж задні. Голос бобтейлів низький, нижче, ніж у європейських короткошерстих, трохи хриплуватий, але не як у сіамів. Тічка проходить із криками й скандалами. За поводженням японські бобтейли близькі до азійських кішок.

## Зовнішній вигляд

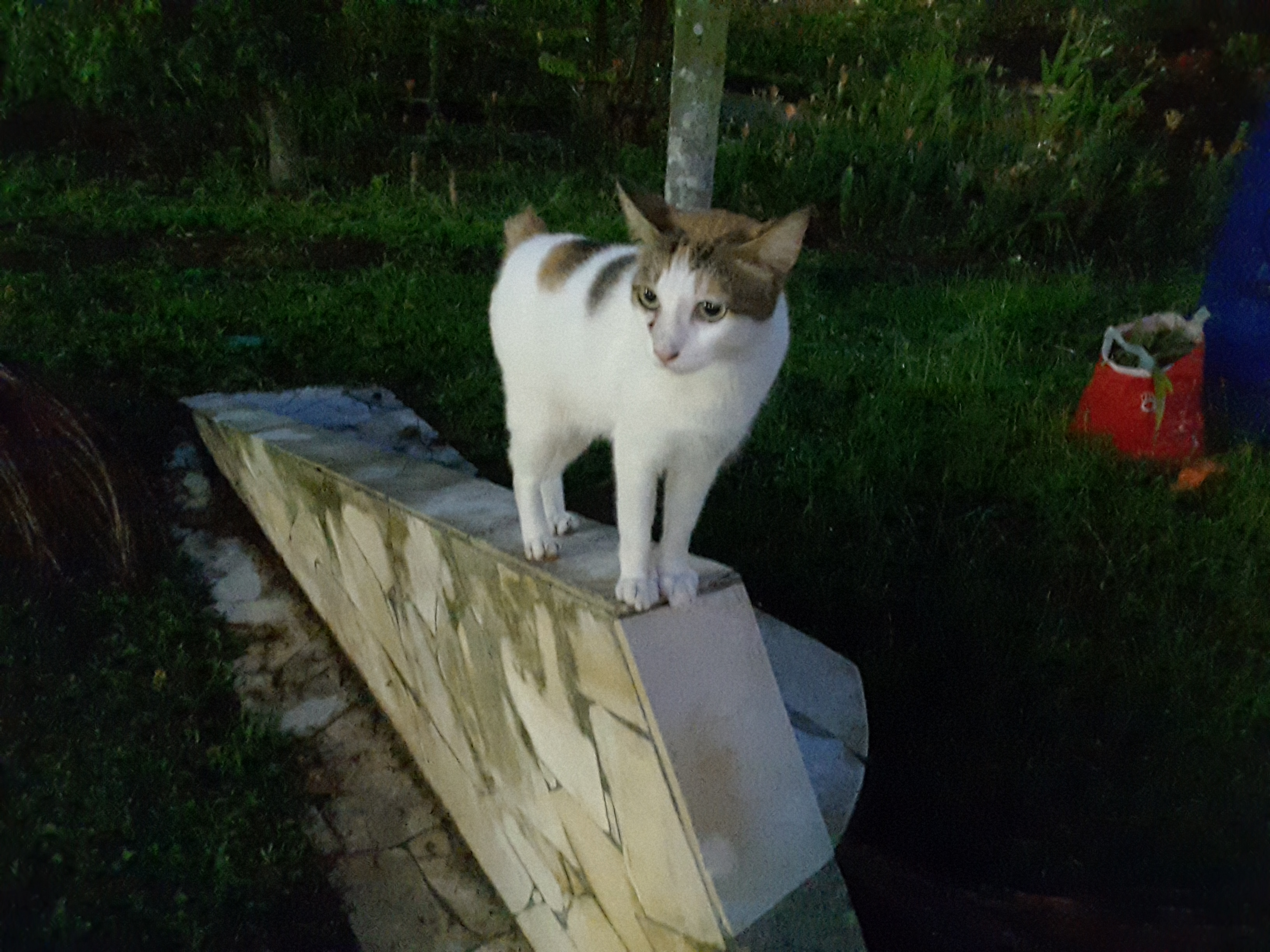

Кішка японського бобтейла — це витончена й елегантна тварина середніх розмірів. Тіло мускулясте, добре оформлене, не приосадкувате. Кінцівки довгі, високі, пропорційні до тулуба. Задні кінцівки трохи вищі, ніж передні. Добре оформлені скакальні суглоби. Лапи овальні. Хвіст високо посаджений, має довжину у випрямленому вигляді від 5 до 15 см. Ідеальним вважається хвіст, закручений у вигляді хризантеми. Коти більші, ніж кішки.
Голова має форму короткого рівнобедреного трикутника (без урахування вух) з трохи вигнутими лініями. Вилиці високі. Щоки наповнені. Помітна западина біля основи вусів. Морда досить широка. Ніс довгий з чітко промальованими межами, із двома паралельними лініями від кінчика до основи. На рівні очей або трохи нижче розташована невелика заглибина. Вуха досить великі, насторожені, високо й широко поставлені, трохи нахилені вперед, дуже рухливі. Очі мигдалеподібні, великі, широко розкриті, дуже виразні, уважні. Колір очей відповідає забарвленню.
Шерсть середньої довжини, ніжна, м'яка й шовковиста, прилягає до тіла, без підшерстя. На хвості й «штанах» трохи довша й густіша, ніж на тулубі. Кішки майже не линяють.

## Світлини

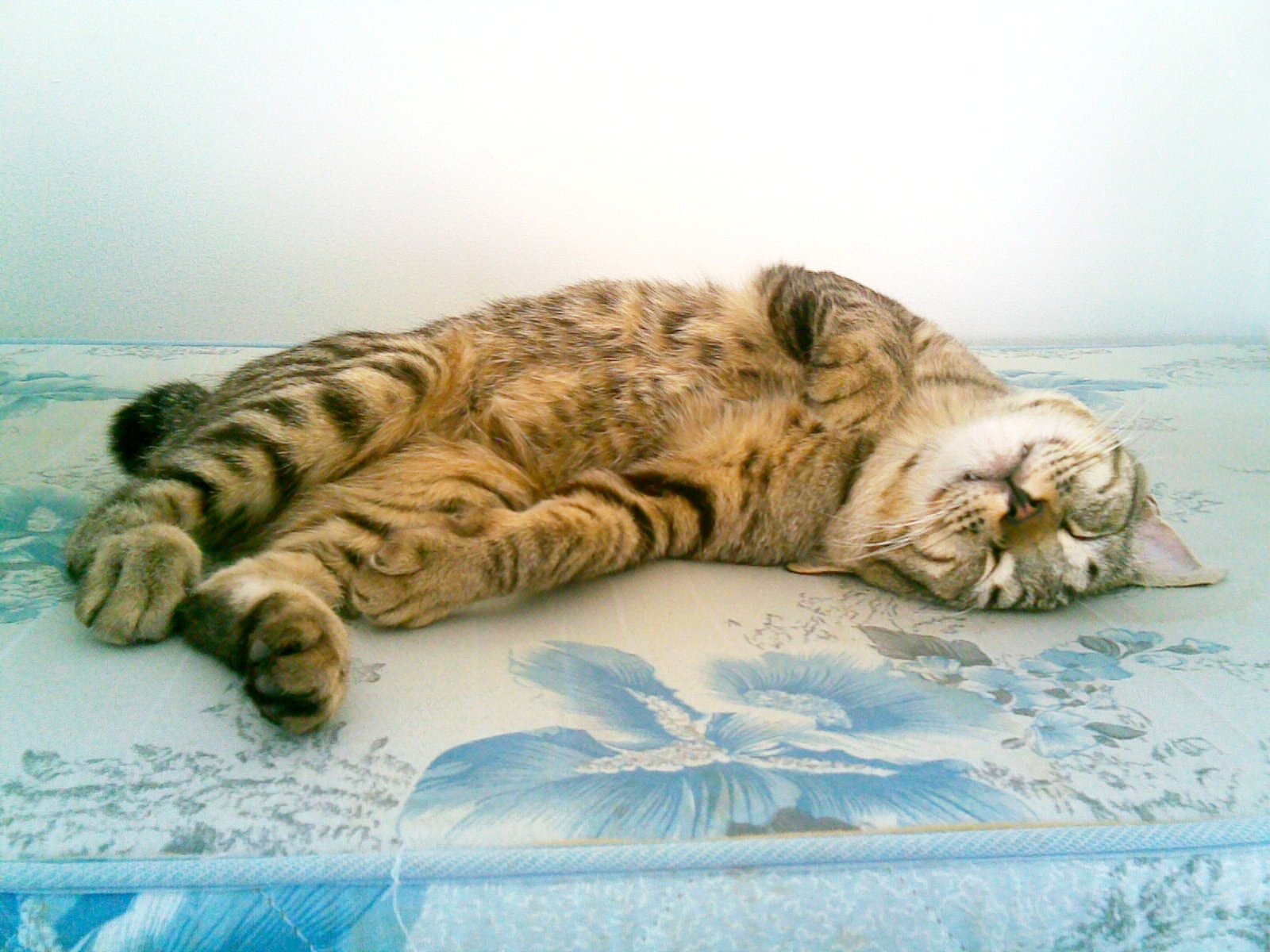
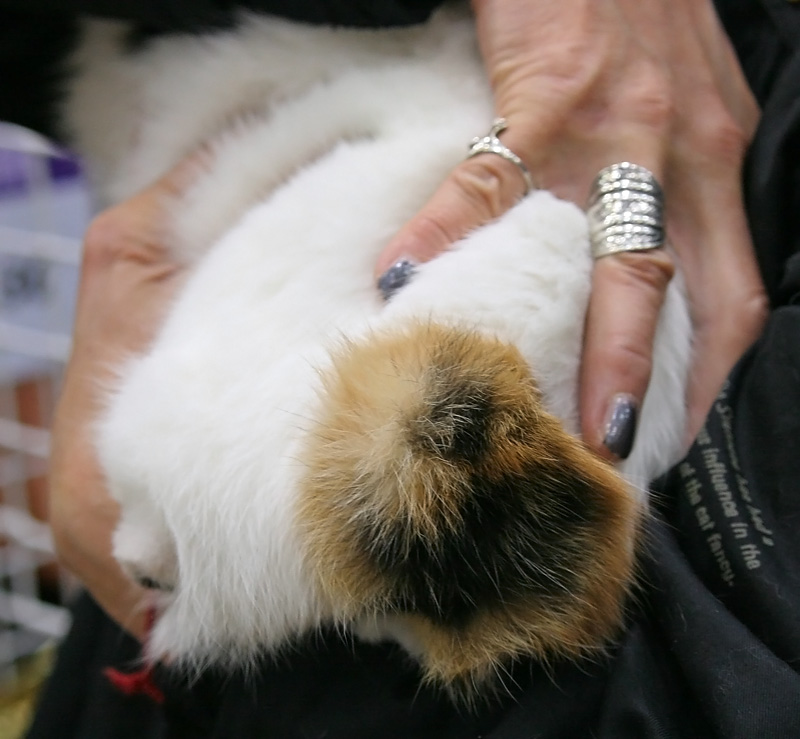
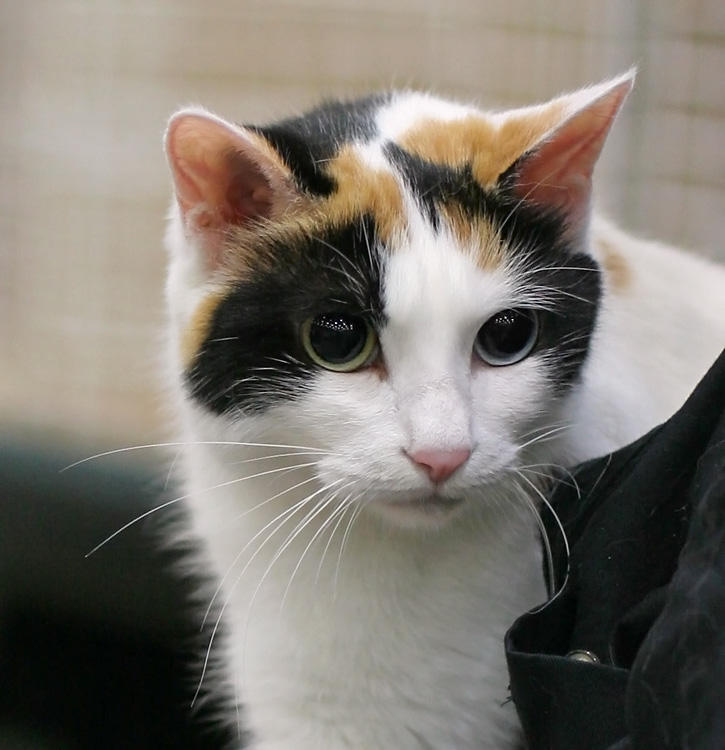
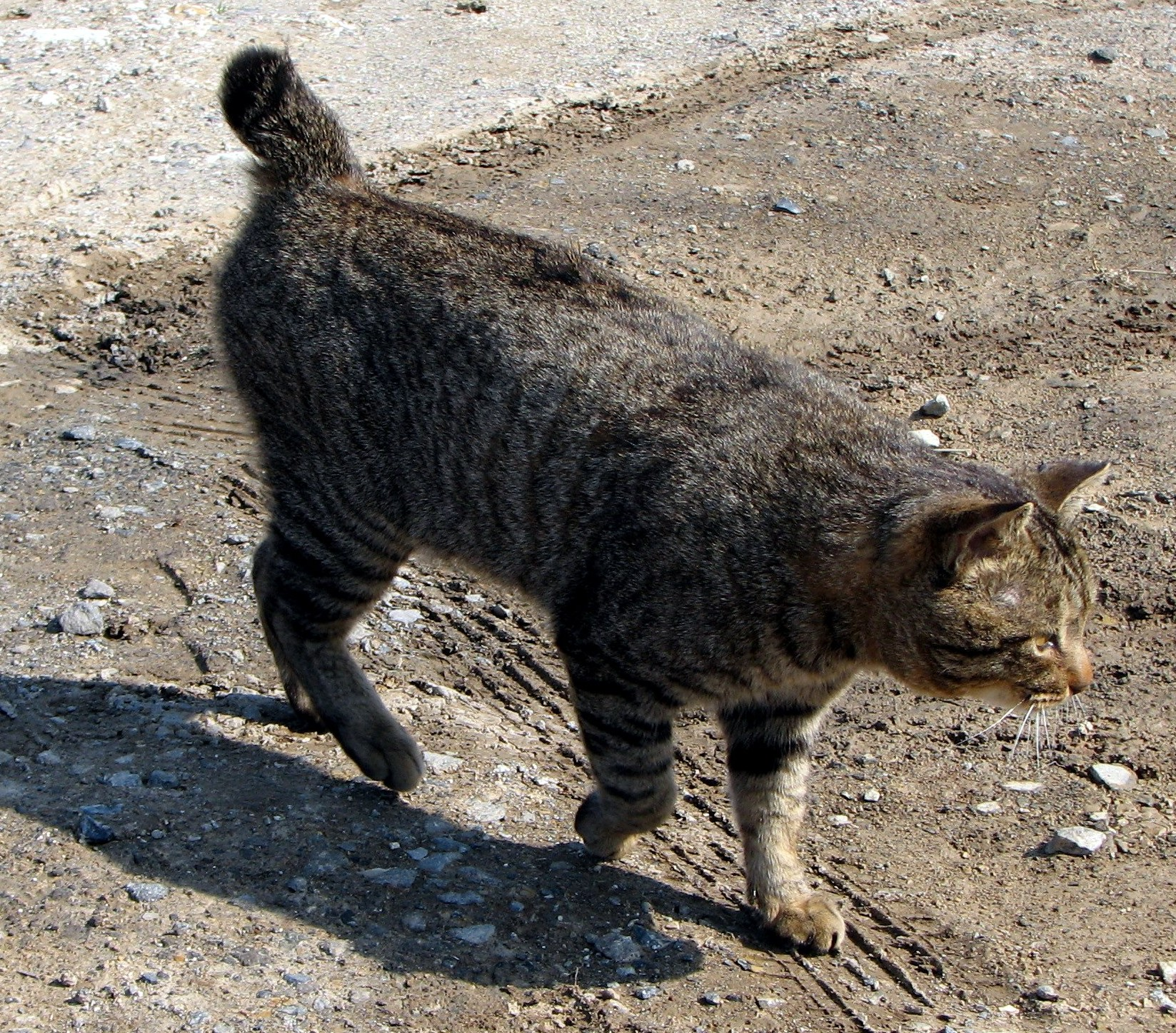
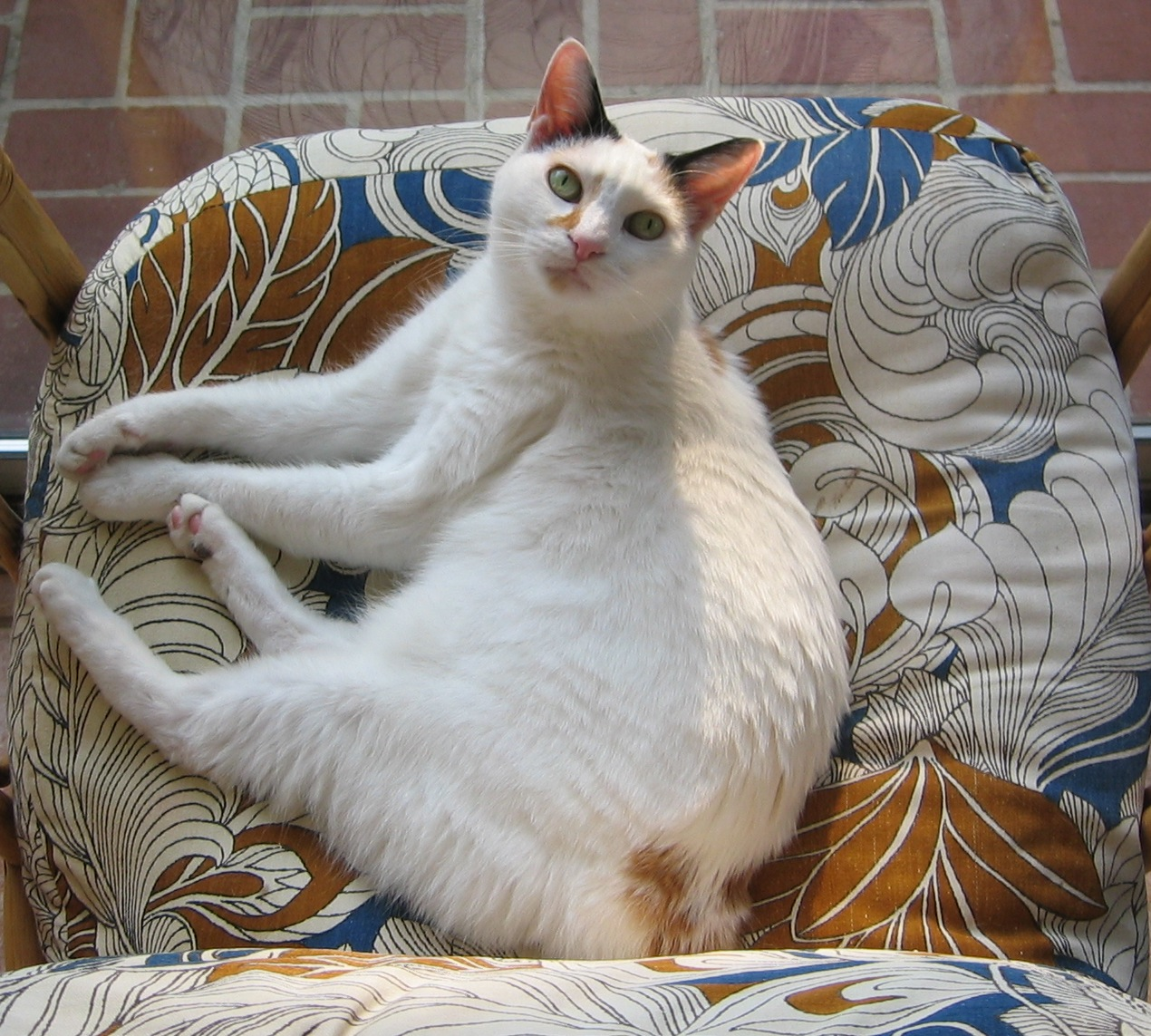
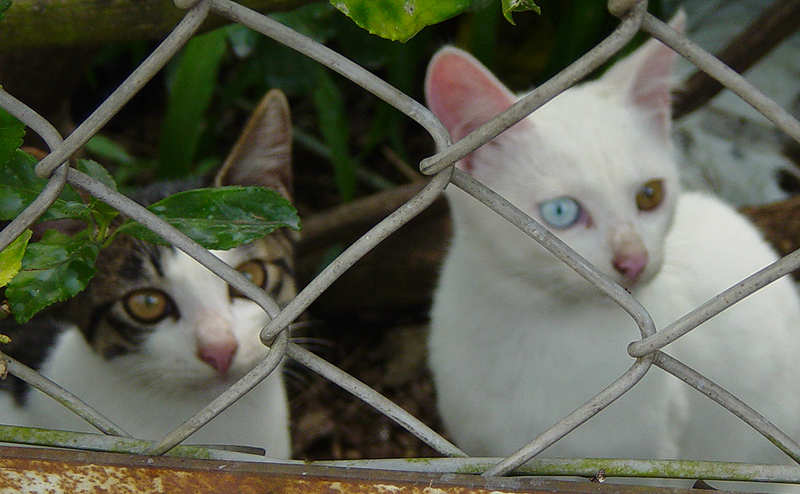

### Забарвлення
Допускаються всі забарвлення. Перевага надається кішкам із забарвленням «мі-кей»: каліко або повністю черепаховим (зустрічаються тільки в кішок). Забарвлення «мі-кей» — триколірне з перевагою білого.